# Šeksninský rajón
Šeksninský rajón (rusky Шекснинский район) je jeden z rajónů Vologdské oblasti v Rusku. Jeho administrativním centrem je sídlo městského typu Šeksna. V roce 2010 zde žilo 35 194 obyvatel.

## Geografie
Rajón leží na jihu Vologdské oblasti u hranic s Jaroslavskou oblastí. Jeho rozloha je 2528 km². Skládá se ze sedmnácti samosprávných obecních obvodů, z toho jsou dva městské a patnáct vesnických.
Sídly městských obecních obvodů jsou Čjobsara a Šeksna.
Sousední rajóny:
- sever – Kirillovský rajón
- východ – Vologdský rajón
- jih – Pošechonský rajón (Jaroslavská oblast)
- západ – Čerepovecký rajón